# Lettre de Lentulus

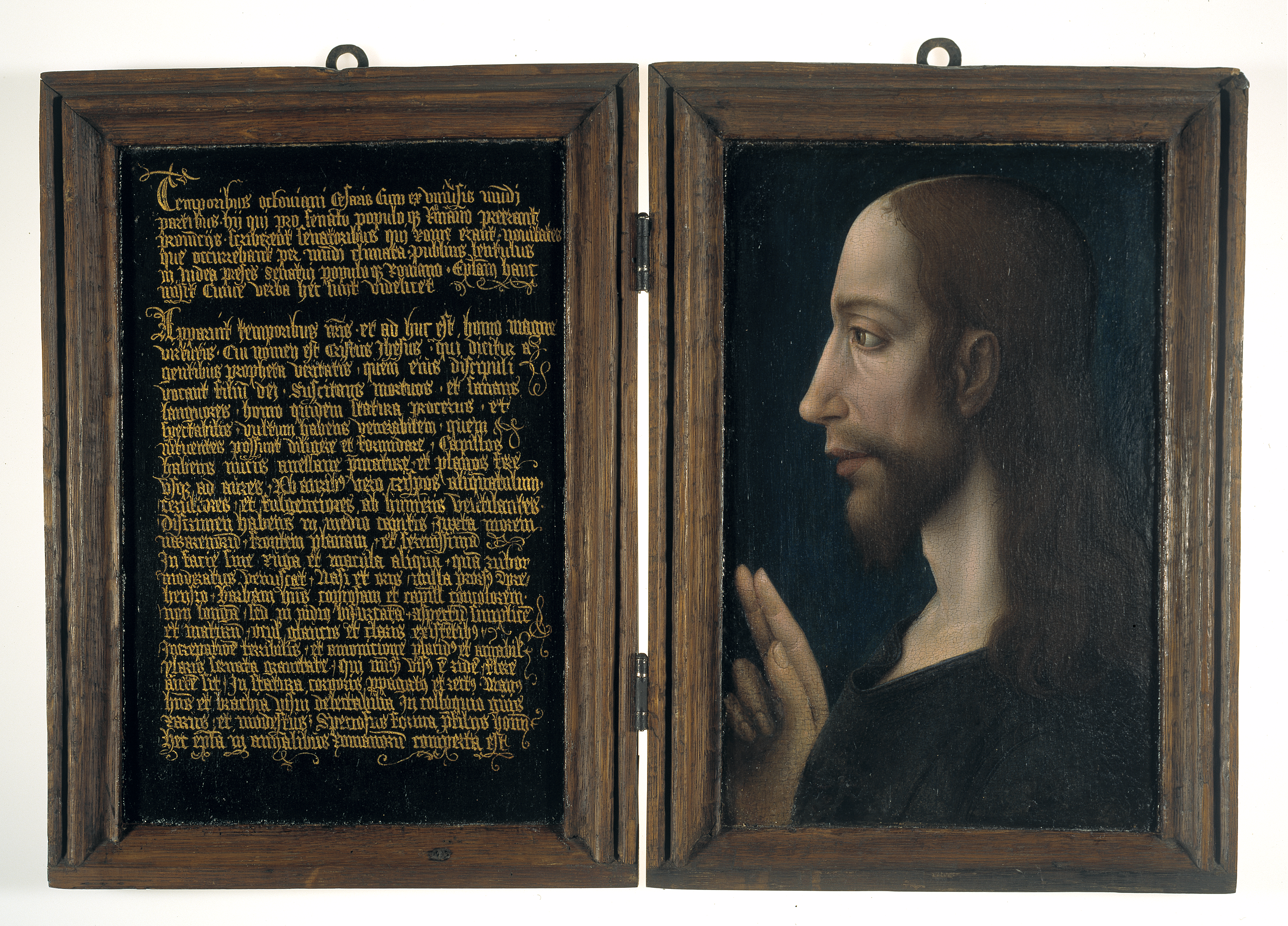
Diptyque avec la Lettre de Lentulus (texte latin en lettres dorées) combinée avec le portrait de profil du Christ (musée du couvent Sainte-Catherine à Utrecht, vers 1500).

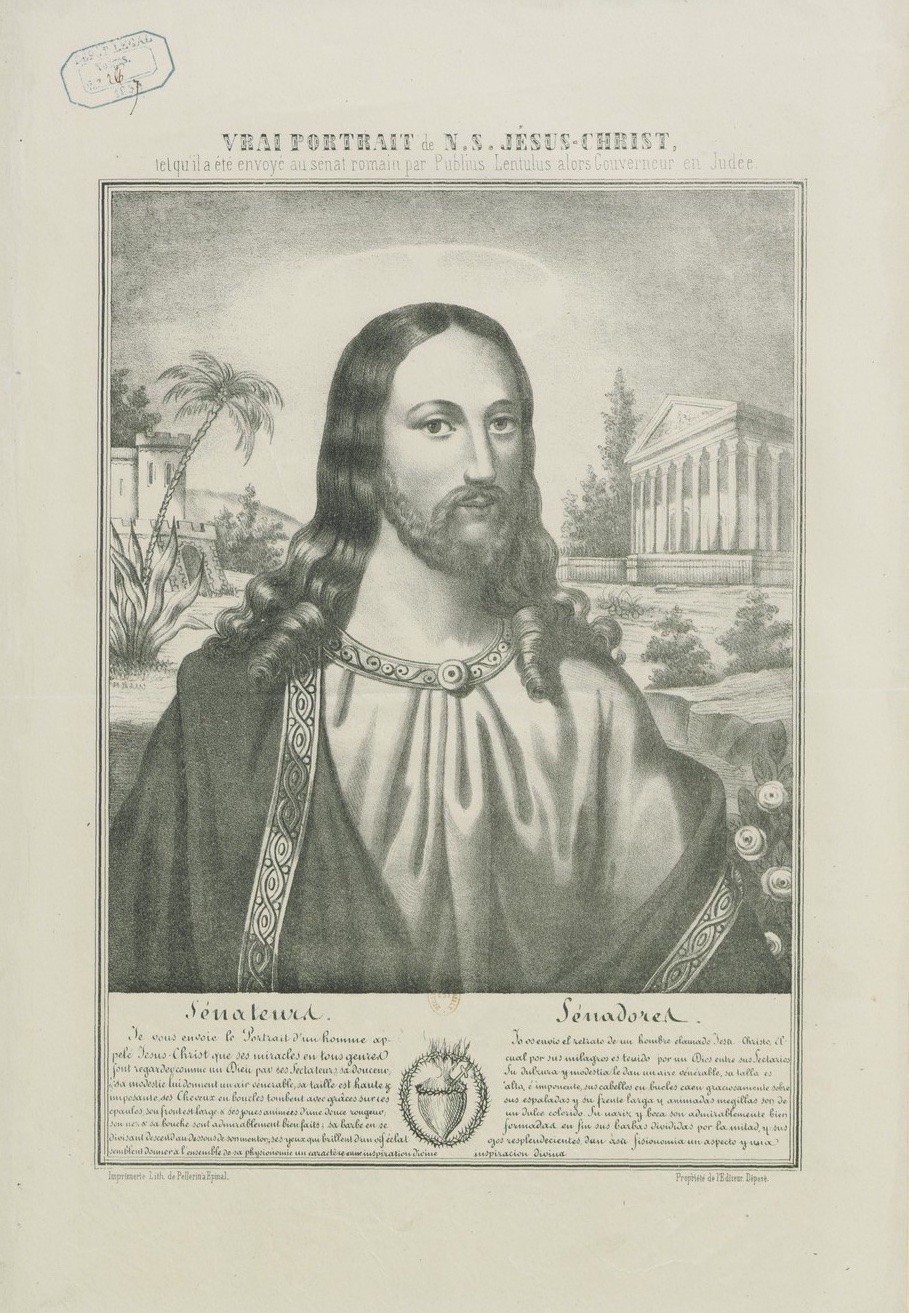
Portrait de Jésus-Christ d’après la Lettre de Lentulus, estampe de 1857, Bibliothèque nationale de France.

La Lettre de Lentulus est une lettre prétendument écrite par Publius Lentulus pour le Sénat romain, donnant une description physique de Jésus. Publius Lentulus fut, d'après les Actes du Divin Auguste, un consul romain sous le règne d'Auguste (27 av. J.-C. - 14 ap. J.-C.), présumé gouverneur de la Judée avant Ponce Pilate ou de la Syrie. Les premières descriptions littéraires de la personne du Christ, certainement issues par transmission orale et relevant de la fiction légendaire, ne sont pas antérieures au VIe siècle. La plus célèbre d'entre elles est cette lettre de Lentulus, texte apocryphe qui n'est pas antérieur au XIIIe siècle.

## Authenticité
Outre le ton très nettement subjectif et chrétien, la lettre de Lentulus est considérée comme apocryphe pour un certain nombre de raisons. Aucun gouverneur de Jérusalem ou procurateur de Judée n'est connu pour avoir été appelé Lentulus, et un gouverneur romain n'aurait pas abordé le Sénat de la manière représentée. Certes, les Actes du Divin Auguste listent un Publius Lentulus comme étant élu « consul romain » sous le règne d'Auguste,. Mais un haut fonctionnaire impérial, dans sa correspondance officielle, n'aurait pu employer les expressions de « prophète de la vérité », « fils de l'Homme » (ou de Dieu), « ressusciter les morts » ou « Jésus-Christ », d'autant plus du vivant du Nazoréen et pour des correspondants incapables de comprendre ces tournures, sémitiques ou anachroniques. Celles-ci ne peuvent être issues que du Nouveau Testament. La lettre, par conséquent, donne une description de Jésus telle que ne pouvait l'imaginer qu'un chrétien, connaisseur des écrits du deuxième siècle à tout le moins, et sans doute des représentations iconographiques postérieures. 
Aucunement reconnue par les différents courants du christianisme, ses seules accréditations sont de se conformer à la représentation que l'on pouvait se faire du Christ au Moyen-Âge, et d'adopter le point de vue d'un personnage a priori neutre et impartial, comme ce put être le cas pour le Voile de Véronique et le Testimonium flavianum. Elle demeure une des très rares descriptions littéraires des traits de Jésus, dites véridiques, à côté des images acheiropoïètes.

## Origine
La lettre a été imprimée pour la première fois dans la Vie du Christ par Ludolph le Chartreux (Cologne, 1474), et dans le chapitre Introduction aux œuvres de Saint Anselme (Nuremberg, 1491). Mais elle n'est ni l'œuvre de saint Anselme, ni de Ludolph. Selon le manuscrit de Iéna, un certain Giacomo Colonna trouva la lettre en 1421, dans un ancien document romain envoyé à Rome depuis Constantinople. Elle semble avoir une origine grecque, traduite en latin au treizième ou quatorzième siècle, même si elle reçut sa forme actuelle aux mains d'un humaniste des xv ou XVIe siècle. Christopher Mylius, bibliothécaire de Iéna au XVIIIe siècle, a déclaré que la lettre était écrite en lettres d'or sur papier rouge et richement reliée, mais perdue.
Au XIXe siècle, le savant Friedrich Münter pensa pouvoir suivre la trace du document jusqu'à l'époque de Dioclétien, mais ce n'est généralement pas accepté par les chercheurs actuels.

## La lettre
La prétendue lettre se lit comme suit, selon une traduction littérale, :

« Lentulus, gouverneur des Hiérosolymitains pour le Sénat et le Peuple romains, salutations. Il est apparu dans notre temps, et il y vit toujours, un homme de grande puissance, appelé Jésus-Christ. Les gens l'appellent le prophète de la vérité ; ses disciples, le fils de Dieu. Il ressuscite les morts et guérit les infirmités. Il est un homme de taille moyenne (statura procerus, mediocris et spectabilis) ; il a un aspect vénérable, que peuvent aimer et craindre ceux qui le regardent. Ses cheveux sont de la couleur de la noisette à peine mûre, droits vers les oreilles, mais en dessous sont ondulés et frisés, aux reflets brillants, flottants sous ses épaules. Ils sont séparés en deux sur le dessus de la tête, à la manière des Nazaréens. Son front est lisse et serein avec un visage sans ride ni tache, embelli par un teint légèrement rosé. Son nez et sa bouche sont parfaits. Sa barbe est abondante, de la couleur des cheveux, peu longue mais divisée sur le menton. Son aspect est simple et mûr, ses yeux sont chatoyants et brillants. Il est terrible dans ses réprimandes, doux et aimable dans ses exhortations, jovial, sans perte de sérieux. On ne l'a jamais vu rire, mais souvent pleurer. Sa stature est droite, les mains et les bras beaux à voir. Sa conversation est profonde, peu fréquente et modeste. Il est le plus beau parmi les enfants des hommes. »

Les différents manuscrits varient en plusieurs détails ; Ernst von Dobschütz les énumère et donne un apparatus criticus. La description s'accorde avec celle d'Abgar ; elle l'est également avec le portrait de Jésus-Christ décrit par Nicéphore Calliste Xanthopoulos, saint Jean Damascène, le Livre des Peintres (Mt. Athos), voire avec la représentation classique de l'art religieux occidental.

## Effets
La lettre a connu une certaine diffusion et a été prise comme un témoignage durant longtemps. Elle a également donné à de nombreux artistes, tels que Dirk Bouts, un modèle sur lequel baser le visage et l'apparence de Jésus-Christ.